# Charles Liebmann
Charles Liebmann (* 16. November 1837 in Schmiedelfeld; † 12. Juni 1928 in New York) war ein deutscher Unternehmer und einer der Präsidenten der S. Liebmann’s Sons Brewery in Brooklyn.

## Biographie
Charles Liebmann wurde im Jahr 1837 geboren. Sein Vater Samuel Liebmann war zu dieser Zeit Besitzer des Guts Schloss Schmiedelfeld. 1840 zog die Familie nach Ludwigsburg und betrieb dort das Gasthaus „Zum Stern“ mit angeschlossener Brauerei. Dort besuchte Liebmann die Oberrealschule.
Nachdem sich der Vater aus politischen Gründen dazu entschloss, nach Amerika auszuwandern, wurde Liebmanns Bruder Joseph im Jahr 1850 vorausgeschickt, um eine neue Heimat aufzubauen. Dieser ließ sich in Williamsburg nieder. Vier Jahre später folgte der Rest der Familie.
In der neuen Heimat betrieben die Liebmanns zunächst die alte Maasche Brewery. Kurze Zeit war Liebmann bei der F. & M. Schaefer Brewing Company als Küfer angestellt. Später baute die Familie in Bushwick eine neue Brauerei – die S. Liebmann Brewery.
Nach dem Tod des Vaters Samuel Liebmann im Jahr 1872 übernahmen seine Söhne die Leitung der Brauerei und benannten sie in S. Liebmann’s Sons Brewery um. Die Liebmann-Brüder wechselten den Posten als Chief Executive Officer jedes Jahr untereinander.
Charles Liebmann galt als der technische Leiter des Unternehmens.
1903 gingen die Liebmann-Brüder in den Ruhestand und übergaben die Leitung des Unternehmens an sechs ihrer Söhne.
Liebmann starb im Jahr 1928 in New York.

## Familie
Charles Liebmann heiratete am 22. Oktober 1865 Sophia Bendix. Aus der Ehe gingen vier Kinder hervor:
- Alfred Liebmann (* 20. Juli 1871)
- Amanda Liebmann (* 10. September 1872)
- Henry Liebmann (* 19. August 1866), früh verstorben.
- Julius  Liebmann (* 16. November 1868)